# تشارلز وولي
تشارلز وولي (بالإنجليزية: Charles Wooley)‏ هو صحفي أسترالي، ولد في 1948 في جزيرة أران في المملكة المتحدة.